# Ammoniter
Die Ammoniter waren ein semitischer Stamm, der in Ammon nördlich von Moab und östlich der israelitischen Stämme Ruben und Gad siedelte. 

## Darstellung in der Bibel
Nach der Darstellung in der Bibel waren die Ammoniter Nachfahren von Ben-Ammi, einem durch Inzucht mit seiner jüngeren Tochter gezeugten Sohn Lots (Gen 19,30-38 ), welcher wiederum Neffe von Abraham war. Auf gleiche Weise gezeugt ist Moab, Sohn der älteren Tochter Lots, als Stammvater der Moabiter. Die Brudervölker der Moabiter und Ammoniter sind somit verwandt mit den Israeliten. Nach Dtn 23,4  ist es ihnen „auf ewig“ verboten, an religiösen Versammlungen von Juden teilzunehmen. 
Mit dem volksetymologisch gebildeten Namen Ben-Ammi („Sohn meines Volkes“ oder „Sohn meines Großvaters“) wird dem vorgefundenen Namen des Volks der Ammoniter eine negative Deutung gegeben. Sie selbst nannten ihren Stammvater Ammon.  
Nach biblischer Darstellung war Milkom der Hauptgott der Ammoniter. Onomastisch ist Milkom als theophores Element bisher jedoch kaum bezeugt.
Die Ammoniter befanden sich häufig mit den Israeliten im Kampf, sie wurden nach der biblischen Erzählung im Richterbuch (Ri 10–11) von Jiftach bekämpft und von ihm unterworfen. Nach dem Fall des Reiches Israel breiteten sich die Ammoniter östlich des Jordans aus und waren in den Kriegen der Babylonier gegen Juda sowie im Makkabäer-Krieg (165 v. Chr.) erneut auf der gegnerischen Seite der Israeliten. Sie verbündeten sich häufig mit den Moabitern. Der Untergang des Reiches Juda scheint die Ammoniter zunächst nicht getroffen zu haben. Später gehen auch sie im Völkergemisch des persischen Großreiches unter.
Der Hauptort der Ammoniter war Rabbat-Ammon, das biblische Rabba. Nach der Eroberung der Region durch die Griechen unter Alexander dem Großen trug die Stadt den Namen Philadelphia. Heute befindet sich um den alten Siedlungshügel die jordanische Hauptstadt Amman.